# 硫酸钒(II)
硫酸钒(II)是二价钒的硫酸盐，化学式为VSO4。

## 化学性质
硫酸钒(II)的六水合物在干燥环境下比七水合物更加稳定。它可以形成(NH4)2[V(H2O)6](SO4)2等配合物。
硫酸钒(II)和碳酸钠在高压CO2下反应，生成碳酸钒(II)（VCO3）。